# USS LST-637
O USS LST-637 foi um navio de guerra norte-americano da classe LST que operou durante a Segunda Guerra Mundial.